# Ілгіжяй II
Ілгіжяй II (Ilgižiai) — село у Литві, Расейняйський район, Бетигальське староство. 2001 року в селі проживало 23 людей, 2011-го — 17. Розташоване за 2 км від села Ілгіжяй III, дещо далі — Степонкайміс.

## Принагідно
- Ilgižiai II [Архівовано 17 листопада 2016 у Wayback Machine.]

| Литва | Це незавершена стаття з географії Литви. Ви можете допомогти проєкту, виправивши або дописавши її. |